# Sphenomorphus fragosus
Sphenomorphus fragosus — вид сцинкоподібних ящірок родини сцинкових (Scincidae). Ендемік Папуа Нової Гвінеї.

## Поширення і екологія
Sphenomorphus fragosus є ендеміками острова Бугенвіль в архіпелазі Соломонових островів. Вони живуть у вологих гірських тропічних лісах, на висоті від 1200 до 1300 м над рівнем моря.